# Otto Schiff
Otto Moritz Schiff (* 8. Mai 1875 in Frankfurt am Main; † 15. November 1952 in London) war ein aus Deutschland stammender britischer Bankier und jüdischer Aktivist.

## Leben und Tätigkeit
Schiff war der Sohn eines Bankiers und ein Neffe von Jakob Heinrich Schiff (1847–1920), einem führenden New Yorker Investmentbanker. Nach dem Schulbesuch und dem Dienst in der preußischen Armee zog Schiff nach London, wo er Leiter der Handelsbank Bourke, Schiff & Co wurde.
In London erreichte Schiff bald eine führende Stellung in der lokalen jüdischen Gemeinde, in der er beigeordneter Schatzmeister des Jüdischen Colleges und Verantwortlicher (Overseer) für die Armenhilfe der United Synagoge der Stadt.
Am Ersten Weltkrieg nahm Schiff als Kanonier in der britischen Armee teil.
Von 1927 bis 1948 war Schiff Präsident der in den 1880er Jahren eingerichteten jüdischen Notunterkunft (Jews' Temporary Shelter) der Stadt London. Diese hatte ursprünglich als erste Anlaufstätte für Juden aus Osteuropa gedient, die von dort nach Großbritannien geflohen waren, um der politischen Verfolgung durch das russische Zarenregime bzw. später durch die Bolschewisten zu entgehen.
Bekannt wurde Schiff, da er ab 1933 als Vorsitzender des im März dieses Jahres geschaffenen Jewish Refugees Aid Committee (ab 1938 German-Jewish Aid Committee, ab 1939 wieder unter dem ursprünglichen Namen agierend) fungierte, das die Aufnahme zahlreicher Juden organisierte, die vor dem NS-Regime nach Großbritannien geflohen waren. Insbesondere konnte er die britische Regierung überzeugen, jüdische Flüchtlinge gegen die Zusicherung einreisen zu lassen, dass die damit verbundenen Kosten nicht durch staatliche Stellen, sondern von den jüdischen Gemeinden und Organisationen übernommen würden.
Von den nationalsozialistischen Polizeiorganen wurde Schiff aufgrund seiner Tätigkeit als Staatsfeind eingestuft: Im Frühjahr 1940 setzte das Reichssicherheitshauptamt in Berlin ihn auf die Sonderfahndungsliste G.B., ein Verzeichnis von Personen, die im Falle einer erfolgreichen deutschen Invasion Großbritanniens durch die Sonderkommandos der SS-Einsatzgruppen mit besonderer Priorität ausfindig gemacht und verhaftet werden sollten.
1924 wurde er Officer des Order of the British Empire für seine Tätigkeit für Kriegsflüchtlinge. 1939 Commander des Ordens.

## Familie
Schiffs Bruder Ernst Heinrich Schiff (1881–1931) war Gründer des 1914 eröffneten Hotels für belgische Flüchtlinge in der Londoner Poland Street. Außerdem fungierte er als Warden der großen Synagoge von London und als Präsident des Jewish Religious Education Board.